# Morten Rüdiger
Morten Rüdiger (* 13. Juni 1995 in Lübeck) ist ein deutscher Fußballspieler.

## Karriere
Rüdiger begann beim Lübecker Stadtteilvereinen Eichholzer SV mit dem Fußballspielen, bevor er über den SV Eichede zum VfB Lübeck wechselte. Mit den A-Junioren (U19) stieg er in der Saison 2012/13 in die A-Junioren-Bundesliga auf. In der Saison 2013/14, seinem letzten Jahr bei den Junioren, kam Rüdiger 24-mal (22-mal von Beginn) in der A-Junioren-Bundesliga zum Einsatz und erzielte 5 Tore. Die U19 des VfB Lübeck stieg jedoch direkt wieder in die A-Junioren-Regionalliga Nord ab. Parallel spielte Rüdiger 4-mal (2 Tore) in der ersten Mannschaft, die aufgrund der Insolvenz des VfB Lübeck in der fünftklassigen Schleswig-Holstein-Liga spielen musste und direkt wieder in die Regionalliga Nord aufstieg.
Zur Saison 2014/15 wechselte Rüdiger in die zweite Mannschaft von Eintracht Braunschweig. In seiner ersten Saison kam er auf 18 Einsätze (ein Tor) in der Regionalliga Nord. In den Spielzeiten 2015/16 und 2016/17 folgten 19 Einsätze (ein Tor) bzw. 13 Einsätze (4 Tore).
Zur Saison 2017/18 wechselte Rüdiger zum Drittligisten FC Rot-Weiß Erfurt, bei dem er einen Vertrag mit einer Laufzeit bis zum 30. Juni 2020 unterschrieb. Rüdiger konnte sich in Erfurt nicht auf Anhieb durchsetzen und kam auf 16 Drittligaeinsätze, von denen er nur bei dreien in der Startelf stand. Aufgrund einer Insolvenz musste der Verein zur Saison 2018/19 in die Regionalliga Nordost absteigen. Als einer der wenigen Spieler blieb Rüdiger dem Verein treu. In seinem zweiten Jahr etablierte er sich als Stammspieler in der neu formierten Regionalligamannschaft und kam auf 29 Einsätze (20-mal von Beginn), in denen er 7 Tore erzielte. In der ersten Hälfte der Saison 2019/20 kam Rüdiger in 14 Regionalligaspielen (9-mal von Beginn) zum Einsatz.
Mitte Januar 2020 gab der Insolvenzverwalter des FC Rot-Weiß Erfurt bekannt, dass der Verein die Gehälter nicht mehr bezahlen könne. Rüdiger kehrte daraufhin am Ende des Monats zum VfB Lübeck zurück, bei dem er einen Vertrag mit einer Laufzeit bis zum 30. Juni 2021 unterschrieb. Er kam in allen 4 Spielen (3-mal von Beginn) zum Einsatz, ehe die Saison aufgrund der COVID-19-Pandemie unterbrochen wurde, und erzielte ein Tor. Nachdem der Abbruch der Saison beschlossen worden war, wurde der VfB Lübeck, der nach 25 Spielen auf dem 1. Platz stand, zum Meister und Aufsteiger in die 3. Liga erklärt, da die Nord-Staffel in diesem Jahr den Direktaufsteiger stellte. Ende September 2020 zog sich Rüdiger vor dem 2. Spieltag der Saison 2020/21 einen Muskelbündelriss im Oberschenkel zu. Mitte Dezember 2020 kam er unter dem Cheftrainer Rolf Martin Landerl als Einwechselspieler zu seinem einzigen Drittligaeinsatz in dieser Spielzeit. Ende Dezember 2020 zog sich der Mittelfeldspieler einen Kreuzbandriss zu und fiel bis zum Saisonende aus. Der VfB Lübeck stieg wieder in die Regionalliga Nord ab und Rüdigers Vertrag endete. Der VfB äußerte, dass er die Gelegenheit bekäme, beim Verein fit zu werden und anschließend Gespräche über eine weitere Zusammenarbeit aufgenommen werden sollen. Anfang September 2021 stieg Rüdiger wieder in das Mannschaftstraining des VfB Lübeck ein. Am 22. September unterschrieb er einen Vertrag bis zum Ende der Saison 2021/22 und gab am Abend sein Comeback. Anfang Februar 2022 verlängerte er seinen Vertrag bis zum 30. Juni 2024.
In der Saison 2022/23 gelang der Aufstieg in die 3. Liga. Dort absolvierte Rüdiger in der Saison 2023/24 verletzungsbedingt jedoch nur 10 Ligaspiele. Der VfB stieg am Saisonende wieder in die Regionalliga Nord ab, worauf er den Verein mit seinem Vertragsende verließ. Der VfB machte ihm das Angebot, zu einem späteren Zeitpunkt in anderer Rolle im Verein aktiv zu sein.
Ende Januar 2025 schloss sich Rüdiger Eintracht Norderstedt in der Regionalliga Nord an.

## Titel
- Meister der Regionalliga Nord und Aufstieg in die 3. Liga (2): 2020, 2023
- Schleswig-holsteinischer Pokalsieger (2): 2022, 2023
- Meister der Schleswig-Holstein-Liga und Aufstieg in die Regionalliga Nord: 2014
- Meister der A-Junioren-Regionalliga Nord und Aufstieg in die A-Junioren-Bundesliga Nord/Nordost: 2013